# ویت‌خارد
وایتگارد (به هلندی: Wytgaard) یک منطقهٔ مسکونی در هلند است که در لیواردن واقع شده‌است. وایتگارد ۵۷۰ نفر جمعیت دارد.